# Вож (приток Лысьвы)
Вож — река в России, протекает по Верещагинскому району Пермского края. Устье реки находится в 52 км по правому берегу реки Лысьва. Длина реки составляет 13 км.
Исток реки на Верхнекамской возвышенности на границе с Очёрским районом около деревни Волеги и в 28 км к северо-западу от центра города Очёр. Высота истока — 224,8 м над уровнем моря. Река течёт на север, большая часть течения проходит по лесу. В среднем течении протекает деревню Катаево. Притоки — Меленка, Мартыновка, ручей Вож (все — левые). Впадает в Лысьву у деревни Леушканово.

## Данные водного реестра
По данным государственного водного реестра России относится к Камскому бассейновому округу, водохозяйственный участок реки — Кама от города Березники до Камского гидроузла, без реки Косьва (от истока до Широковского гидроузла), Чусовая и Сылва, речной подбассейн реки — бассейны притоков Камы до впадения Белой. Речной бассейн реки — Кама.
Код объекта в государственном водном реестре — 10010100912111100009479.